# 九州・パラオ海嶺

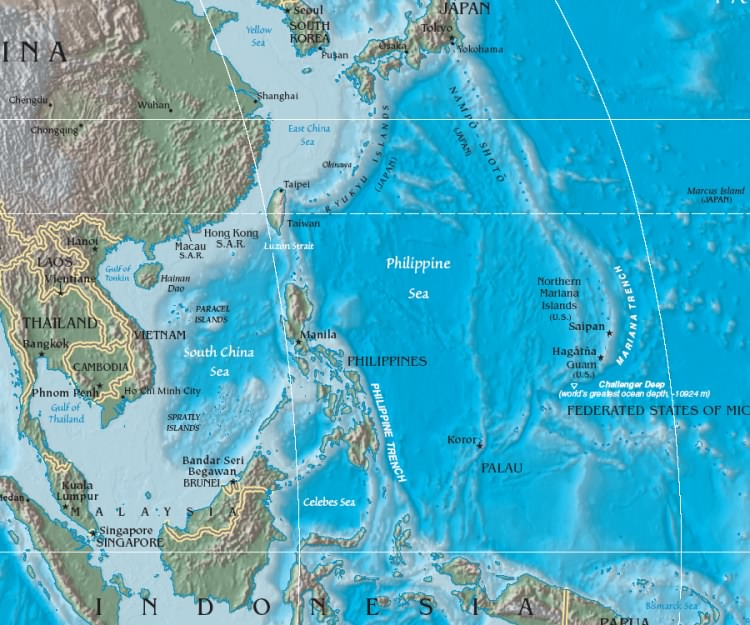
九州からパラオに向かって伸びる海底の高まりが九州・パラオ海嶺

九州・パラオ海嶺（きゅうしゅう・パラオかいれい、英: Kyushu-Palau Ridge）は、パラオ付近から沖ノ鳥島を経由して、日本の九州付近まで約3000kmに渡って連なる海嶺であり、パラオがEEZ(排他的経済水域)を主張している。
北端は宮崎県沖でフィリピン海プレートと共にユーラシアプレートの下へ沈み込んでおり、この地点が南海トラフと琉球海溝の境界とされる。

## 歴史
九州・パラオ海嶺はかつて伊豆・小笠原・マリアナ島弧と一体であり、約3000万～1500万年前に背弧海盆である四国海盆とパレスベラ海盆が形成されたことにより分断された。

## 延長大陸棚
2022年5月29日、日本政府はこの海嶺周辺を最新機器を用いて広範囲そして高密度で調査を実施したとし、沖ノ鳥島の南方に位置するこの海嶺の南部まで大陸棚を延長するよう大陸棚限界委員会に申請したことが報じられた。また中国がこの動きを妨害するために、地形的なつながりを否定した複数の科学論文を発表したと報じられた。